# حرق إشعاعي

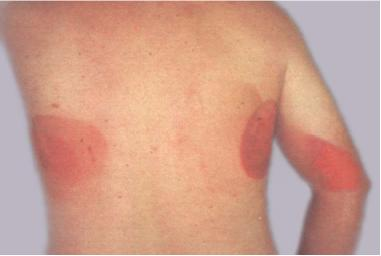
حرق إشعاعي: بقع حمراء كبيرة في الجلد على الظهر والذراع جراء التعرض للكشف الفلوري مدة طويلة.

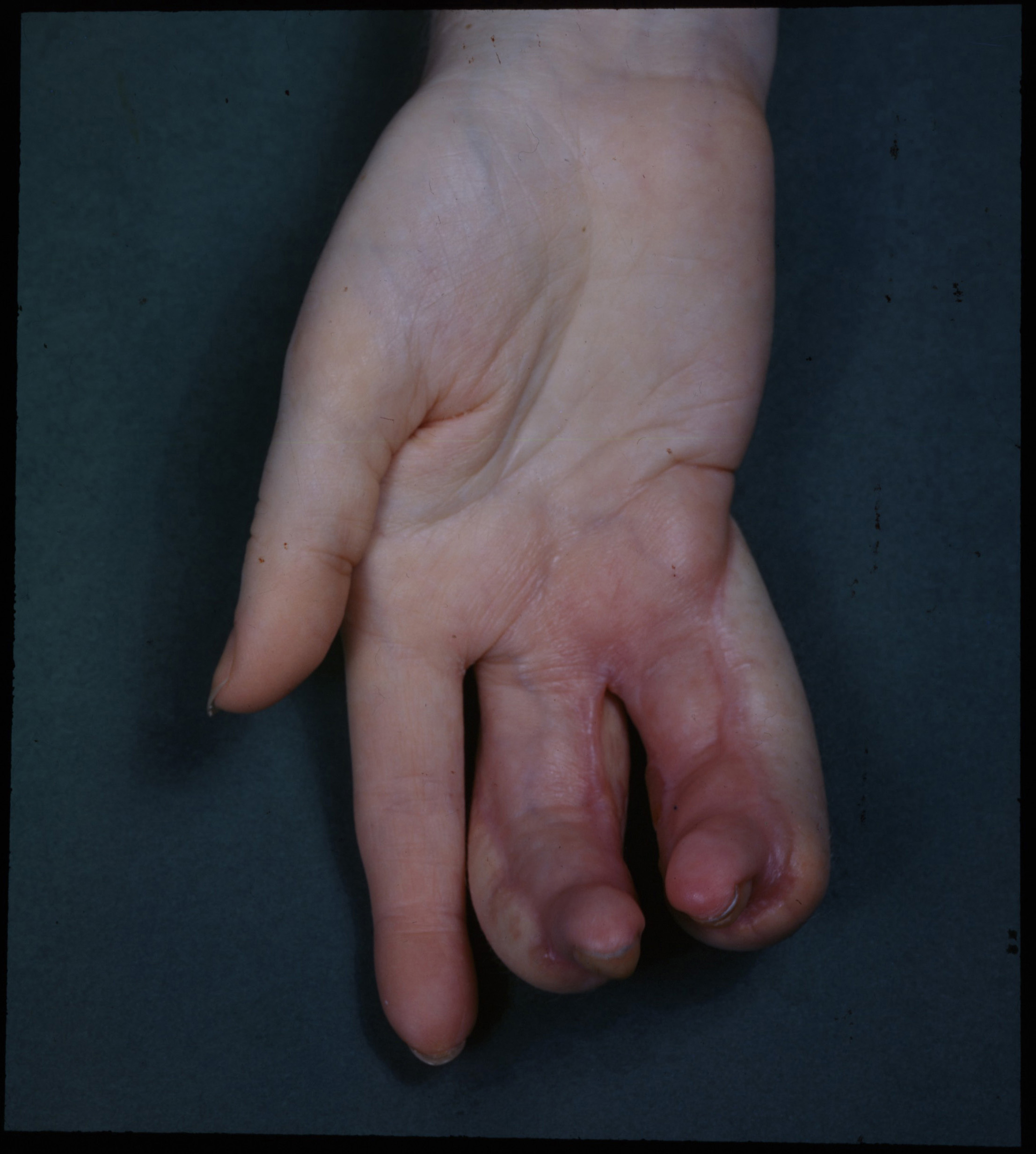
تشوه اليد يرجع إلى حرق الأشعة السينية. لم تكن هناك حماية من الأشعة السينية في البادئ عند الإستعمال، هذا أدى لأصابة الكثير من الناس بالحروق الإشعاعية.

الحرق الإشعاعي هو الضرر الذي يصيب الجلد أو الأنسجة البيولوجية الأخرى بسبب التعرض للإشعاع. من أنواع الإشعاع الأكثر إثارة للقلق هي الاشعاع الحراري، وطاقة الترددات الراديوية، والأشعة فوق البنفسجية والأشعة المؤينة.
النوع الأكثر شيوعا من الحروق الإشعاعية هو حروق التي تسببها التي تسببها الأشعة فوق البنفسجية الصادرة عن الشمس. كثرة التعرض للأشعة السينية أثناء التشخيص الطبي أو العلاج الإشعاعي يمكن أيضا أن يؤدي إلى الإصابة بالحروق الإشعاعية. يؤدي  تفاعل الإشعاع المؤين مع الخلايا داخل الجسم إلى التسبب بأضرار - الجسم يستجيب لهذا الضرر، وعادة ما يؤدي إلى وقوع "حمامى"، وهو إحمرار حول المنطقة المتضررة. غالبا ما تكون الحروق الإشعاعية سببا في السرطان الناتج عن الإشعاع، نظرا لقدرة الإشعاع المؤين على التفاعل مع الحمض النووي وهو الأمر الذي يؤدي إلى نشوء خلية سرطانية. استخدام صمام مغناطيسي إلكتروني بطريقة غير صحيحة يؤدي إلى نشوء حروق سطحية وداخلية. اعتمادا على طاقة الفوتون، كذلك أشعة غاما يمكنها أن تسبب حروق عميقة جدا، مع كوبالت-60 (60Co) تنتشر الحروق داخليا. أما الحروق الناجمة عن جسيم بيتا تميل إلى أن تكون سطحية أو جسيمات بيتا غير قادرة على التوغل عميقا في الجسم؛ وهذه الحروق تكون مشابهة لحروق الشمس.
يمكن أيضا أن تحدث الحروق الإشعاعية عن طريق أجهزة الإرسال عالية الطاقة في أي تردد حيث يمتص الجسم طاقة الترددات الراديوية وتحولها إلى حرارة. حيث تعتبر هيئة الإتصالات الفيدرالية (FCC) أن 50 واط هي أقل نسبة، في معيار السلامة من الانبعاثات في محطات الراديو. تعتبر هذه التردادت خطيرة جدا. بحيث يمكن أن تصبح رنانة عند 70 ميغاهيرتز، 80-100 ميغاهيرتز، 400 ميغاهيرتز، 1 جيغاهيرتز. التعرض لموجات المايكرويف  بكثافة يؤدي إلى الإصابة «بحروق المايكرويف».  

## الأنواع
التهاب الجلد الإشعاعي (المعروف أيضا باسم التهاب الجلد الشعاعي) هو مرض جلدي ناجم  عن التعرض للأشعة المؤينة لفترات طويلة.:131–2 يحدث الالتهاب الإشعاعي  غالبا عند معظم المرضى الذين يتلقون العلاج الإشعاعي، مع أو بدون العلاج الكيميائي.
هناك ثلاثة أنواع معينة من التهاب الجلد الشعاعي: التهاب الجلد الإشعاعي الحاد (acute radiodermatitis)، والتهاب الجلد الإشعاعي المزمن (chronic radiodermatitis)، ويوزيني (eosinophilic)، وبوليمورفيك «متعدد الأشكال»(polymorphic)، و «طفح جلدي مع حكة»(pruritic eruption associated) عند العلاج الإشعاعي.:39–40 العلاج الإشعاعي يمكن أيضا أن يسبب السرطان للإشعاعي.:40
عند الكشف الفلوري، بسبب تعرض الجلد لجرعة الطاقة الممتصة الذي يمكن أن يولد أثناء هذا التدخل، تفاعلات في الجلد عند القيام  ببعض الإجراءات في وقت مبكر (أقل من شهرين بعد التعرض)  و/ أو في وقت متأخر (لمدة شهرين أو أكثر بعد التعرض)، كما قد يحدث نخر في بعض الحالات.:773
ويمكن ملاحظة الالتهاب الإشعاعي، في شكل حمامى  مكثف وتبثر الجلد، وكذلك في  «المداخل الإشعاعية» (radiation ports).:131
ما يصل إلى 95٪ من المرضى الذين تلقوا العلاج الإشعاعي للسرطان سوف يواجهون  ردة فعل الجلد،  بعض ردود الفعل تكون مباشرة، في حين أن بعض الردود الأخرى قد تظهر في وقت لاحق (مثلا، بعد شهور من العلاج).

### الحاد
يحصل التهاب الجلد الشعاعي الحاد عندما يتعرض الجلد لـ"جرعة الطاقة الممتصة"، حيث يظهر إحمرار واضح على الجلد بعد مرور 24 ساعة.:39 حيث يظهر التهاب الجلد الإشعاعي بعد مرور أسابيع من تلقي العلاج بالأشعة.:143 التهاب الجلد الإشعاعي الحاد يظهر كبقع حمراء، ويظهر أحيانا كتوسف أو تبثر. يحدث الإحمرار عندما يتعرض الجلد لجرعة من الإشعاع تساوي 2 جراي أو أكثر.

### المزمن
يحدث التهاب الجلد الشعاعي المزمن عند التعرض المستمر إلى «شبه حمامي» جرعات من الإشعاع المؤين على مدى فترة طويلة، وتنتج درجات متفاوتة من الضرر على الجلد وأجزاء الكامنة وراءه، إن فترة الكمون تختلف من عدة أشهر إلى عدة عقود.:40 في الماضي البعيد هذا النوع من رد الفعل الإشعاع حدث في أغلب الأحيان عند علماء الإشعة وتقني الأشعة الذين تعرضوا باستمرار للإشعاع المؤين، وخاصة قبل استخدام (X-ray filter) مرشحات الأشعة السينية.:40 من مضاعفات، التهاب الجلد الإشعاعي المزمن، الحرشفية وسرطان الخلايا القاعدية الذي قد يتطور في بضعة أشهر إلى سنة بعد التعرض للإشعاع.:130 يعرف التهاب الجلد الشعاعي المزمن سريريا بـضمور الصفائح المتورمة، تكون في كثير من الأحيان صفراء أو بيضاء مع توسع في الشعيرات الدموية وأحيانا مع فرط التقرن.:130

### أخرى
يوزيني، متعددة الأشكال، طفح جلدي مع حكة المرتبطة بالعلاج الإشعاعي الذي يحدث في معظم الأحيان عند النساء اللاتي يحصلن على الكوبالت عند العلاج الإشعاعي للسرطان الداخلي.:39–40
الإشعاع الناجم عن حمامى متعددة الأشكال قد تحدث عندما الفينيتوين يعطى لوقاية مرضى الأعصاب الذين يتلقون العلاج عن كامل الدماغ والستيروئيدات الجهازية.:130

### الأثار المتؤخرة
حب الشباب الإشعاعي هو مرض جلدي ييبدو كحطاطة مثل البثرة التي تظهر في مواقع التعرض السابق عند العلاج بالإشعاع المؤين، الأضرار الجلدية التي تبدأ في الظهور تبدو مثل النوع الحاد من التهاب الجلد الإشعاعي تبدأ في الانحلال.:501
ردود فعل معاودة الإشعاع قد تحدث في مدة تتراوح من أشهر إلى سنوات بعد العلاج الإشعاعي.